# Rodrigo Lindoso
Rodrigo Oliveira Lindoso (São Luís, Maranhão, 6 de junio de 1989) es un futbolista brasileño. Juega de centrocampista en el Operário Ferroviário Esporte Clube de la Serie B.

## Trayectoria

### Inicios
Lindoso, graduado en las inferiores del Madureira, debutó por el primer equipo el 5 de julio de 2009 en el empate a cero contra el Tupi por la Serie D. Tras su destacada campaña en el Campeonato Carioca 2011, fue enviado a préstamo al Fluminense el 16 de mayo de 2011 por toda la temporada. Debutó en la Serie A el 7 de septiembre de 2011, como titular en la victoria por 2-1 contra el Cruzeiro.
En su regreso al Madureira, fue enviado a préstamo al Criciúma por toda la temporada 2012.

### Marítimo
El 25 de junio de 2013 fichó por cuatro años en el C. S. Marítimo de la Primerira Liga de Portugal. Debutó en su nuevo club el 1 de septiembre en el empate 1-1 ante el S. C. Olhanense.
No logró afianzarse en la titularidad en el club portugués, sumando un periodo largo de lesiones.

### Regreso al Madureira
En febrero de 2014 regresó al Madurerira cuando su contrato con el Marítimo terminó.

### Botafogo
El 21 de julio de 2015 fue enviado a préstamo al Botafogo en la Serie B por toda la temporada. Logró el ascenso con el club en su primera temporada, y fichó permanentemente el 1 de diciembre.
Anotó su primer gol en la primera división brasileña el 21 de mayo de 2017, el segundo gol en la victoria por 2-0 en casa contra el Ponte Preta.

### Internacional
El 8 de enero de 2019 fichó por dos años con el S. C. Internacional como intercambio por Alex Santana. Posteriormente renovó su contrato en dos ocasiones, primero hasta 2021 y después hasta 2022. A los dos meses de esta última extensión fue cedido al Ceará S. C. hasta el vencimiento del mismo.

## Estadísticas
Actualizado al último partido disputado el 30 de julio de 2022.
| Madureira E. C. · Brasil | 4.ª           | 2010          | 12  | 6  | 14  | 0  | ―  | ― | ―  | ― | 26  | 6  |
| Madureira E. C. · Brasil | 3.ª           | 2011          | 0   | 0  | 17  | 7  | ―  | ― | ―  | ― | 17  | 7  |
| Fluminense F. C. · Brasil | 1.ª           | 2011          | 4   | 0  | ―   | ―  | ―  | ― | ―  | ― | 4   | 0  |
| Fluminense F. C. · Brasil | 1.ª           | 2012          | 0   | 0  | 1   | 0  | ―  | ― | ―  | ― | 1   | 0  |
| Fluminense F. C. · Brasil | Total club    | Total club    | 4   | 0  | 1   | 0  | 0  | 0 | 0  | 0 | 5   | 0  |
| Criciúma E. C. · Brasil | 2.ª           | 2012          | 0   | 0  | 5   | 0  | 1  | 0 | ―  | ― | 6   | 0  |
| Criciúma E. C. · Brasil | Total club    | Total club    | 0   | 0  | 5   | 0  | 1  | 0 | 0  | 0 | 6   | 0  |
| Madureira E. C. · Brasil | 3.ª           | 2012          | 10  | 5  | ―   | ―  | ―  | ― | ―  | ― | 10  | 5  |
| Madureira E. C. · Brasil | 3.ª           | 2013          | 0   | 0  | 12  | 5  | ―  | ― | ―  | ― | 12  | 5  |
| C. S. Marítimo Portugal | 1.ª           | 2013-14       | 6   | 0  | ―   | ―  | 2  | 0 | ―  | ― | 8   | 0  |
| C. S. Marítimo Portugal | Total club    | Total club    | 6   | 0  | 0   | 0  | 2  | 0 | 0  | 0 | 8   | 0  |
| Madureira E. C. · Brasil | 3.ª           | 2014          | 11  | 2  | 7   | 0  | ―  | ― | ―  | ― | 18  | 2  |
| Madureira E. C. · Brasil | 3.ª           | 2015          | 8   | 0  | 15  | 5  | 2  | 0 | ―  | ― | 25  | 5  |
| Madureira E. C. · Brasil | Total club    | Total club    | 41  | 13 | 65  | 17 | 2  | 0 | 0  | 0 | 108 | 30 |
| Botafogo · Brasil | 2.ª           | 2015          | 12  | 0  | ―   | ―  | ―  | ― | ―  | ― | 12  | 0  |
| Botafogo · Brasil | 1.ª           | 2016          | 25  | 0  | 17  | 3  | 5  | 0 | ―  | ― | 47  | 3  |
| Botafogo · Brasil | 1.ª           | 2017          | 30  | 3  | 8   | 2  | 5  | 0 | 10 | 0 | 53  | 5  |
| Botafogo · Brasil | 1.ª           | 2018          | 32  | 7  | 12  | 1  | 1  | 0 | 6  | 1 | 51  | 9  |
| Botafogo · Brasil | Total club    | Total club    | 99  | 10 | 37  | 6  | 11 | 0 | 16 | 1 | 163 | 17 |
| S. C. Internacional · Brasil | 1.ª           | 2019          | 27  | 4  | 6   | 0  | 7  | 1 | 6  | 1 | 46  | 6  |
| S. C. Internacional · Brasil | 1.ª           | 2020          | 30  | 0  | 10  | 0  | 2  | 0 | 11 | 0 | 53  | 0  |
| S. C. Internacional · Brasil | 1.ª           | 2021          | 26  | 2  | 7   | 0  | 0  | 0 | 3  | 0 | 36  | 2  |
| S. C. Internacional · Brasil | 1.ª           | 2022          | ―   | ―  | 3   | 0  | ―  | ― | ―  | ― | 3   | 0  |
| S. C. Internacional · Brasil | Total club    | Total club    | 83  | 6  | 26  | 0  | 9  | 1 | 20 | 1 | 138 | 8  |
| Ceará S. C. · Brasil | 1.ª           | 2022          | 13  | 0  | 2   | 0  | 4  | 0 | 7  | 1 | 26  | 1  |
| Ceará S. C. · Brasil | Total club    | Total club    | 13  | 0  | 2   | 0  | 4  | 0 | 7  | 1 | 26  | 1  |
| Total carrera | Total carrera | Total carrera | 246 | 29 | 136 | 23 | 29 | 1 | 43 | 3 | 454 | 56 |
| (1) Incluye datos de la Copa do Nordeste. (2) Incluye datos de la Copa de Brasil y la Copa de la Liga de Portugal. (3) Incluye datos de la Copa Libertadores y la Copa Sudamericana. |               |               |     |    |     |    |    |   |    |   |     |    |

## Palmarés

### Títulos estatales
| Título             | Club     | Estado         | Año  |
| ------------------ | -------- | -------------- | ---- |
| Campeonato Carioca | Botafogo | Río de Janeiro | 2018 |

### Títulos nacionales
| Título  | Club     | País   | Año  |
| ------- | -------- | ------ | ---- |
| Serie B | Botafogo | Brasil | 2015 |